# Gare de Saint-Méen
La gare de Saint-Méen est une ancienne gare ferroviaire française de la ligne de Ploërmel à La Brohinière, située sur le territoire de la commune de Saint-Méen-le-Grand, dans le département d'Ille-et-Vilaine en région Bretagne.
Mise en service en 1884 par la Compagnie des chemins de fer de l'Ouest, elle est fermée au service des voyageurs en 1972. Son ancien bâtiment voyageurs est devenu une propriété privée.

## Situation ferroviaire
Établie à 110 mètres d'altitude, la gare de Saint-Méen est située au point kilométrique (PK) 68,168 de la ligne de Ploërmel à La Brohinière, entre les gares de Gaël et de La Brohinière.

## Histoire
La station de Saint-Méen est mise en service le 6 avril 1884 par la Compagnie des chemins de fer de l'Ouest, lorsqu'elle ouvre à l'exploitation sa ligne de Ploërmel à La Brohinière (à voie unique).

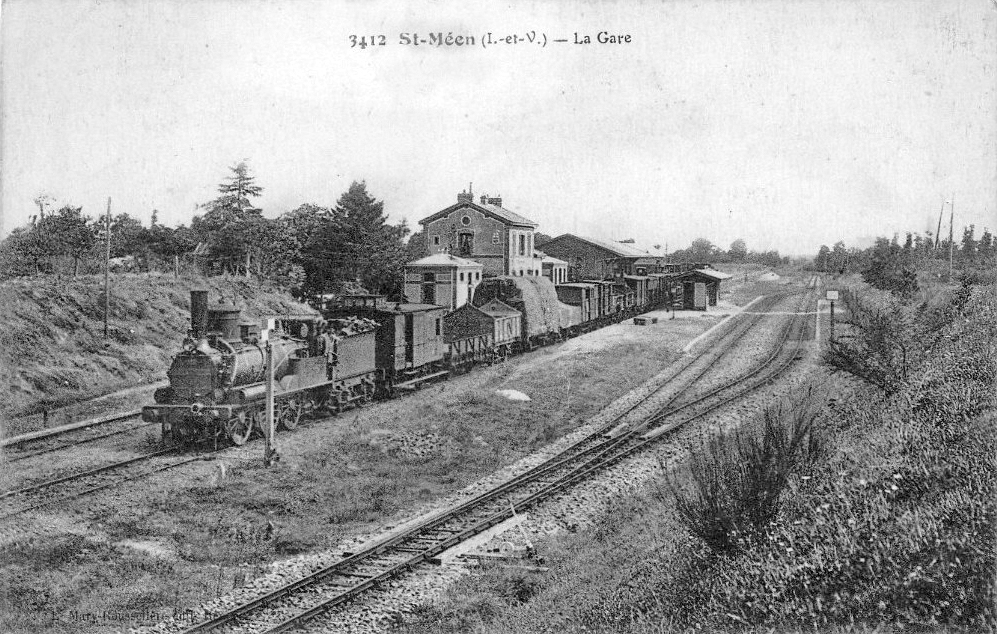
Train et vue d'ensemble de la gare vers 1900.

Elle est fermée au service des voyageurs le 6 mars 1972.

## L'accident ferroviaire du29 novembre 1883
Le 29 novembre 1883, alors que la ligne en fin de travaux n'était pas encore en exploitation commerciale, une collision survint entre deux trains de service qui se téléscopèrent sur la voie unique ; celui venant de La Brohinière (un train de ballast avec 38 terrassiers à bord) s'engagea à tort sur la voie unique après Saint-Méen alors que celui venant de Ploërmel (un train de marchandises) s'y était engagé. La collision se produisit entre les gares de Saint-Méen et de Gaël, à proximité de la briqueterie de Saint-Judicaël (disparue depuis), près du lieu-dit "Mi-Voie". L'accident fit 17 morts et 19 blessés, majoritairement parmi les terrassiers, originaires majoritairement du Morbihan et de Loire-Inférieure. Cet accident est l'une des plus grandes catastrophes ferroviaires survenues en France au XIXe siècle.

## Patrimoine ferroviaire
Le bâtiment voyageurs d'origine est devenu une propriété privée.